# 艾德文·馬頓
艾德文·馬頓（英語：Edvin Marton，1974年2月17日—），原名，出生於烏克蘭的匈牙利裔小提琴家兼作曲家。現定居於匈牙利首都布達佩斯，是匈牙利少有的國際性音樂家。2006年，獲頒第二十七屆運動艾美獎冠軍。在此之前，曾二度獲得金提琴獎冠軍。與大部分的跨界音樂家相同，艾德文受過深厚的古典音樂教育，從四所著名的音樂學院畢業，在古典音樂界受到廣泛的注意，卻在獲頒史特拉提瓦里之後成為跨界音樂家。
以深厚的古典素養以及高超的提琴技巧聞名歐陸的他，卻是因為與花式滑冰選手之間的合作而聞名國際的。2003年，他與瑞士滑冰選手蘭比爾、露欣達在Art on ice上合作演出，因此結識俄羅斯滑冰選手普魯申科，此後為普魯申科編寫了許多曲子，為他奪下了許多金牌，以及2006年都靈冬季奧運會之男單冠軍。爾後更與俄羅斯代表隊雙人滑冰組合塔替安納‧托米尼那、馬克思‧馬列寧（Totmianina - Marinin）合作，為他們編寫「羅密歐與茱麗葉」，奪下了06都靈冬奧雙人滑冠軍。
如同他那結合了許多風格的音樂一般，他與各個領域的運動家（包含滑冰選手與體操）合作，近來更與德國曼波歌手盧貝卡（Lue Baga）聯手推出c'est la vie這首改編自義大利民謠的歌曲。

## 畢業學校
- 1983 （7歲）就讀莫斯科音樂學院，此時已經與莫斯科大型樂團共同演出。
- 1991 （15歲）就讀布達佩斯李斯特音樂學院。
- 1994 （18歲）就讀紐約朱利亞德學院。
- 1995 （19歲）就讀維也納音樂學院。

## 得獎紀錄
- 1997 榮獲加拿大CAO金提琴獎冠軍。
- 1998 在羅馬獲得"Foyer de Artistes"冠軍。
- 2006 第二十七屆運動艾美獎得主。

## 使用樂器
- 1996 使用泰斯托爾名琴灌錄薩拉薩帝Sarasate舞曲集
- 1997 獲頒匈牙利政府借予史特拉提瓦里提琴，琴名「金魚」，被允許可以使用到死為止。
- 1998 使用赫瓦斯琴，灌錄小提琴協奏曲
- 此後，持續使用史特拉提瓦里演出及錄製CD。

## 史特拉提瓦里
- 艾德文手上這把史特拉提瓦里為安東尼奧‧史特拉提瓦里於1698年所製造，同年代的提琴目前僅存八把，且大部分收藏於博物館中。他這把琴名為「Goldfish」，不過他本人都叫他「Cunci」，沒有什麼意義，只是覺得好聽而已。艾德文本身相當珍愛這把提琴，第一張專輯便有以史特拉提瓦里為名的曲目，也是他第一首創作曲，06年出品的專輯更直接以史特拉提瓦里為名。

## 出版CD
- 1996 與匈牙利鋼琴家SIMON BÉLA共同錄製薩拉薩帝Sarasate舞曲集。
- 1998 與Szokolay Orsolya （hegedű），Robert Houlihan （karmester），Szombathelyi Szimfónikusok等匈牙利藝術家合作，錄製Szokolay小提琴協奏曲集。
- 此後，持續使用史特拉提瓦里演出及錄製CD。
- Strings'n'beats（弦樂與節奏），2003年5月，BMG出品
- Virtuoso（古典鑑賞家），2004，魔法史特拉提瓦里出品（疑似艾德文自己的經紀公司組成）
- Stradivarius,（史特拉提瓦里） 07/09/2006，Warner-Magneoton （页面存档备份，存于）出品

## Monte Carlo Orchestra(蒙特卡羅樂隊)
艾德文自己組成的室內弦樂團，通常成員是五個女孩跟著他到處演出，但是成員似乎常常會有所變動，目前確定的固定班底是鍵盤手，也是艾德文的胞妹Andera Csűry。

## 與滑冰選手的合作紀錄
- 2003 
  - 在Art on ice （页面存档备份，存于）與與瑞士男子單人滑冰選手蘭比爾合作，曲目《Magic Stradivarius》(魔法史特拉提瓦里)
  - 與瑞士女子單人花式滑冰選手露欣達合作《Una Furtiva Lagrima》（一滴美妙的情淚）
- 2004
  - 為俄羅斯男子單人花式滑冰選手普魯申科編寫《獻給尼金斯基》，奪得該季俄羅斯冠軍、毆錦賽亞軍、世錦賽冠軍。另有表演曲《貝多芬第五號交響曲─命運》，在世錦賽演出
  - 為托米尼那與馬列寧改寫《Art on ice》，奪得該屆世錦賽冠軍。
- 2005
  - 為俄羅斯男子單人花式滑冰選手普魯申科改編《教父》，普魯申科05年世界賽因傷退賽，此曲沿用兩個賽季，為他奪得06年都靈冬季奧運冠軍。兩人也多次在冰上共同演出此曲，包含05年Art on ice （页面存档备份，存于）演出、05年歐錦賽的GALA演出。
  - 與托米尼那與馬列寧在05年世錦賽GALA上聯合演出《布蘭詩歌》。
- 2006
  - 為托米尼那與馬列寧編寫《羅密歐與茱麗葉》，奪得06年都靈冬奧雙人花式滑冰冠軍。
  - 06冬奧Gala為普魯申科推出《托斯卡》，現為06年普魯申科常用之表演曲。
  - 06年9月1日於布達佩斯SYMA體育館共同推出「Kings on ice」冰上秀，新表演曲《帕格尼尼第五號隨想曲》正式登場。
- 2007
  - 預定於羅馬尼亞與普魯申科再次推出第二次「Kings on ice」冰上秀。

## 備註
- 以上部分內容譯自相應的英文版、匈牙利版維基條目以及艾德文‧馬頓官方網頁資料。